# Elecciones municipales de 2003 en Madrid
Las elecciones municipales de 2003 se celebraron en Madrid el domingo 25 de mayo, de acuerdo con el Real Decreto de convocatoria de elecciones locales en España dispuesto el 31 de marzo de 2003 y publicado en el Boletín Oficial del Estado el día 1 de abril. Se eligieron los 55 concejales del pleno del Ayuntamiento de Madrid a través de un sistema proporcional (método d'Hondt), con listas cerradas y un umbral electoral del 5 %.
Como curiosidad, cabe destacar que Trinidad Jiménez, candidata del Partido Socialista Obrero Español, es tía tercera de Alberto Ruiz-Gallardón, candidato del Partido Popular.

## Resultados
La candidatura del Partido Popular (PP), encabezada por Alberto Ruiz-Gallardón obtuvo mayoría absoluta (30 concejales). La candidatura del Partido Socialista Obrero Español (PSOE), encabezada por Trinidad Jiménez obtuvo 21 concejales, mientras que la candidatura de Izquierda Unida Comunidad de Madrid (IU-CM), encabezada por Inés Sabanés, 4. Los resultados completos se detallan a continuación:
| Candidatura                                                 | Candidatura                                                 | Votos     | %                               | Concejales                      |
| ----------------------------------------------------------- | ----------------------------------------------------------- | --------- | ------------------------------- | ------------------------------- |
|                                                             | Partido Popular (PP)                                        | 874 264   | 51,30                           | 30                              |
|                                                             | Partido Socialista Obrero Español (PSOE)                    | 625 148   | 36,68                           | 21                              |
|                                                             | Izquierda Unida Comunidad de Madrid (IU-CM)                 | 123 015   | 7,22                            | 4                               |
| Los Verdes (LV)                                             | Los Verdes (LV)                                             | 26 448    | 1,55                            | 0                               |
| Los Verdes-Comunidad de Madrid (LV-CM)                      | Los Verdes-Comunidad de Madrid (LV-CM)                      | 9944      | 0,58                            | 0                               |
| Izquierda Republicana (IR)                                  | Izquierda Republicana (IR)                                  | 3553      | 0,21                            | 0                               |
| Partido Familia y Vida (FyV)                                | Partido Familia y Vida (FyV)                                | 3094      | 0,18                            | 0                               |
| La Falange (FE)                                             | La Falange (FE)                                             | 2174      | 0,13                            | 0                               |
| Centro Democrático y Social (CDS)                           | Centro Democrático y Social (CDS)                           | 2136      | 0,13                            | 0                               |
| Falange Española Independiente (FEI)                        | Falange Española Independiente (FEI)                        | 1113      | 0,07                            | 0                               |
| Partido Humanista (PH)                                      | Partido Humanista (PH)                                      | 1022      | 0,06                            | 0                               |
| Partido Regional Independiente Madrileño (PRIM)             | Partido Regional Independiente Madrileño (PRIM)             | 903       | 0,05                            | 0                               |
| Tierra Comunera-Partido Nacionalista Castellano (TC-PNC)    | Tierra Comunera-Partido Nacionalista Castellano (TC-PNC)    | 820       | 0,05                            | 0                               |
| Otra Democracia Es Posible (ODEP)                           | Otra Democracia Es Posible (ODEP)                           | 810       | 0,05                            | 0                               |
| Partido Demócrata Español (PADE)                            | Partido Demócrata Español (PADE)                            | 801       | 0,05                            | 0                               |
| Falange Auténtica (FA)                                      | Falange Auténtica (FA)                                      | 635       | 0,04                            | 0                               |
| Inmigrantes con Derechos de Igualdad y Obligaciones (INDIO) | Inmigrantes con Derechos de Igualdad y Obligaciones (INDIO) | 479       | 0,03                            | 0                               |
| Federación Republicana (FR)                                 | Federación Republicana (FR)                                 | 478       | 0,03                            | 0                               |
| Votos en blanco                                             | Votos en blanco                                             | 27 304    | 1,60                            | n/a                             |
| Votos vàlidos                                               | Votos vàlidos                                               | 1 704 141 | 100,00                          | 55                              |
| Votos nulos                                                 | Votos nulos                                                 | 7472      | Participación: \| \| 68,90 % \| | Participación: \| \| 68,90 % \| |
| Votantes                                                    | Votantes                                                    | 1 711 613 | Participación: \| \| 68,90 % \| | Participación: \| \| 68,90 % \| |
| Electores                                                   | Electores                                                   | 2 484 328 | Participación: \| \| 68,90 % \| | Participación: \| \| 68,90 % \| |
|                                                             | 68,90 %                                                     |           |                                 |                                 |

## Concejales electos
Relación de concejales proclamados electos:
| N.º | Nombre                               | Lista | Lista |
| --- | ------------------------------------ | ----- | ----- |
| 1   | Alberto Ruiz-Gallardón Jiménez       |       | PP    |
| 2   | Trinidad Jiménez García-Herrera      |       | PSOE  |
| 3   | Pío García-Escudero Márquez          |       | PP    |
| 4   | Enrique Carlos Barón Crespo          |       | PSOE  |
| 5   | Ana María Botella Serrano            |       | PP    |
| 6   | Manuel Cobo Vega                     |       | PP    |
| 7   | Elena Arnedo Soriano                 |       | PSOE  |
| 8   | Alicia Moreno Espert                 |       | PP    |
| 9   | Óscar Iglesias Fernández             |       | PSOE  |
| 10  | María del Pilar Martínez López       |       | PP    |
| 11  | Noelia Martínez Espinosa             |       | PSOE  |
| 12  | Pedro Luis Calvo Poch                |       | PP    |
| 13  | Inés Sabanés Nadal                   |       | IU-CM |
| 14  | María de la Paz González García      |       | PP    |
| 15  | Pedro Javier González Zerolo         |       | PSOE  |
| 16  | Eva Durán Ramos                      |       | PP    |
| 17  | Isabel María Villalonga Elviro       |       | PSOE  |
| 18  | Juan Bravo Rivera                    |       | PP    |
| 19  | Sigfrido Herráez Rodríguez           |       | PP    |
| 20  | Ignacio Díaz Plaza                   |       | PSOE  |
| 21  | Patricia Lázaro Martínez de Morentin |       | PP    |
| 22  | Marta María Rodríguez-Tarduchy Díez  |       | PSOE  |
| 23  | Elena González Moñux                 |       | PP    |
| 24  | Manuel García-Hierro Caraballo       |       | PSOE  |
| 25  | Manuel Troitiño Pelaz                |       | PP    |
| 26  | Justo Calcerrada Bravo               |       | IU-CM |
| 27  | Paloma García Romero                 |       | PP    |
| 28  | Joaquín García Pontes                |       | PSOE  |
| 29  | José Manuel Berzal Andrade           |       | PP    |
| 30  | Rafael Merino López-Brea             |       | PSOE  |
| 31  | Ana María Román Martín               |       | PP    |
| 32  | María Begoña Larraínzar Zaballa      |       | PP    |
| 33  | María Teresa Hernández Rodríguez     |       | PSOE  |
| 34  | Luis Asúa Brunt                      |       | PP    |
| 35  | Félix Arias Goytre                   |       | PSOE  |
| 36  | Carmen Torralba González             |       | PP    |
| 37  | Ramón Silva Buenadicha               |       | PSOE  |
| 38  | María Nieves Sáez de Adana Oliver    |       | PP    |
| 39  | Concepción Denche Morón              |       | IU-CM |
| 40  | Carlos Izquierdo Torres              |       | PP    |
| 41  | Miguel Conejero Melchor              |       | PSOE  |
| 42  | José Tomás Serrano Guío              |       | PP    |
| 43  | María Pilar Estébanez Estébanez      |       | PSOE  |
| 44  | María Dolores Navarro Ruiz           |       | PP    |
| 45  | Íñigo Henríquez de Luna Losada       |       | PP    |
| 46  | Rosa León Conde                      |       | PSOE  |
| 47  | José Enrique Núñez Guijarro          |       | PP    |
| 48  | Pedro Santín Fernández               |       | PSOE  |
| 49  | Sandra María de Lorite Buendía       |       | PP    |
| 50  | María Carmen Sánchez Carazo          |       | PSOE  |
| 51  | Ángel Garrido García                 |       | PP    |
| 52  | Julio Misiego Gascón                 |       | IU-CM |
| 53  | María Fátima Inés Núñez Valentín     |       | PP    |
| 54  | José Manuel Rodríguez Martínez       |       | PSOE  |
| 55  | María Elena Sánchez Gallar           |       | PP    |

## Investidura del alcalde
En la sesión del nuevo pleno del 14 de junio de 2003, Alberto Ruiz-Gallardón (PP) fue investido como alcalde de Madrid con una mayoría absoluta de los votos de los concejales (30), por 21 y 4 votos recibidos por los candidatos de PSOE e IU, respectivamente.